# Penisola Whitmer
La penisola Whitmer è una penisola lunga circa 13 km situata nella parte nord-occidentale della Dipendenza di Ross, nell'Antartide orientale. La penisola, il cui punto più alto si trova a circa 150 m s.l.m., si trova sulla costa di Scott, nella regione settentrionale delle montagne del Principe Alberto, dove è delimitata a sud dalla lingua di ghiaccio formata dal ghiacciaio Harbord a nord dalla lingua glaciale Cheetham.

## Storia
La penisola Whitmer è stata mappata da membri dello United States Geological Survey (USGS) grazie a fotografie aeree scattate dalla marina militare statunitense nel periodo 1957-62, e così battezzata dal Comitato consultivo dei nomi antartici in onore del tenente R. D. Whitmer, della USN, che passo l'inverno al campo Williams, sul canale McMurdo nel 1956 e che fece poi ritorno in Antartide durante le operazioni Deep Freeze del 1966 e del 1967.